# Калпепер (Вирџинија)
Калпепер (енгл. Culpeper) град је у америчкој савезној држави Вирџинија. По попису становништва из 2010. у њему је живело 16.379 становника.

## Демографија
Према попису становништва из 2010. у граду је живело 16.379 становника, што је 6.715 (69,5%) становника више него 2000. године.
| Група             | 2000.         | 2010.         |
| Белци             | 6.624 (68,5%) | 9.191 (56,1%) |
| Афроамериканци    | 2.290 (23,7%) | 3.594 (21,9%) |
| Азијати           | 128 (1,3%)    | 341 (2,1%)    |
| Хиспаноамериканци | 440 (4,6%)    | 2.788 (17,0%) |
| Укупно            | 9.664         | 16.379        |